# Globoko pri Šmarju
Globoko pri Šmarju – wieś w Słowenii, w gminie Šmarje pri Jelšah. W 2018 roku liczyła 90 mieszkańców.